# La Vieille-Lyre
La Vieille-Lyre è un comune francese di 637 abitanti situato nel dipartimento dell'Eure nella regione della Normandia.
Il 1º gennaio 2019, per effetto del decreto prefettizio del 21 novembre 2018, il comune ha assorbito quello di Champignolles diventando un comune nuovo.

## Società

### Evoluzione demografica
Abitanti censiti